# Yon Tumarkin
Yon Tumarkin (tiếng Do Thái: יון תומרקין) (sinh ngày 22 tháng 7 năm 1989) là một diễn viên Israel.

## Cuộc sống cá nhân
Tumarkin là con trai của Naama Tumarkin và điêu khắc Yigal Tumarkin. anh lớn lên ở Jaffa, ở tuổi 13, cha mẹ ly dị và mẹ chuyển đến Tel Aviv. Tumarkin tốt nghiệp trung học ở Tel Aviv nghệ thuật. Ngày 18 Tháng Tám 2008, anh nhập ngũ cho quân đội Israel và được hoãn để phục vụ cho công việc truyền hình của mình.

## Sự nghiệp
Yon đóng vai chính trong ba mùa của show truyền hình "The Kids from Napoleon Hill" ("HaYeladim MeGivaat Napoleon"). Anh tham gia trong bộ phim Six million pieces, đóng trong vở kịch trong một rạp chiếu Tzavta, tham gia trong bộ phim truyền hình Who stole the show?, phim Kids To be brothers,...
Năm 2008, anh đóng vai chính trong telenovela Exposed TODAY, nơi Raziel Alkana đóng, đó là phóng viên định cư. Trong năm 2009 và 2010, Tumarkin tham gia Split, anh đóng vai nhân vật Leo, một ma cà rồng 600 tuổi - học sinh trung học cùng với Amit Farkash - Ela.
Năm 2011, anh tham gia Question marks, được phát sóng trên Channel 2.
Năm 2012 anh đi du lịch sang Mỹ với vai trò một khách mời trên các series nổi tiếng CSI (Crime Scene Investigation) cùng với người bạn của mình diễn viên Avi Kornik, trong "đào tẩu của Israel."